# Ordinul comandoului
Ordinul comandoului (în germană: Kommandobefehl) a fost un ordin secret emis de Adolf Hitler pe 18 octombrie 1942. Prin acest ordin se cerea ca toți membrii comandourilor aliate, care întâlniți în luptă de către trupele germane în Europa și Africa, să fie executați imediat, fără nici un fel de judecată, chiar dacă erau echipați cu uniformele naționale sau încercau să se predea. Orice comando sau unitate similară, agenții de informații sau sabotori care nu purtau uniforme corespunzătoare, care cădeau în mâinile forțelor militare germane prin alte metode decât lupta directă (prin acțiuni polițienești, de exemplu), trebuiau să fie predați imediat SD-ului (Serviciul de Securitate). Ordinul prevedea clar că orice comandant sau ofițer care nu ducea la îndeplinire prevederile sale era vinovat de neglijență în serviciu, pedepsită în conformitate cu legile militare germane. Acest „Ordin al comandoului” îl înlocuia  pe cel emis de feldmareșalul Gerd von Rundstedt pe 21 iulie 1942, care stipula că parașutiștii capturați să fie predați Gestapoului.
În timpul Procesului de la Nürnberg, „Ordinul comandoului” a fost folosit ca o dovadă pentru acuzare de crime de război a ofițerilor germani care au executat în mod ilegal prizonieri aliați.

## Cadru general

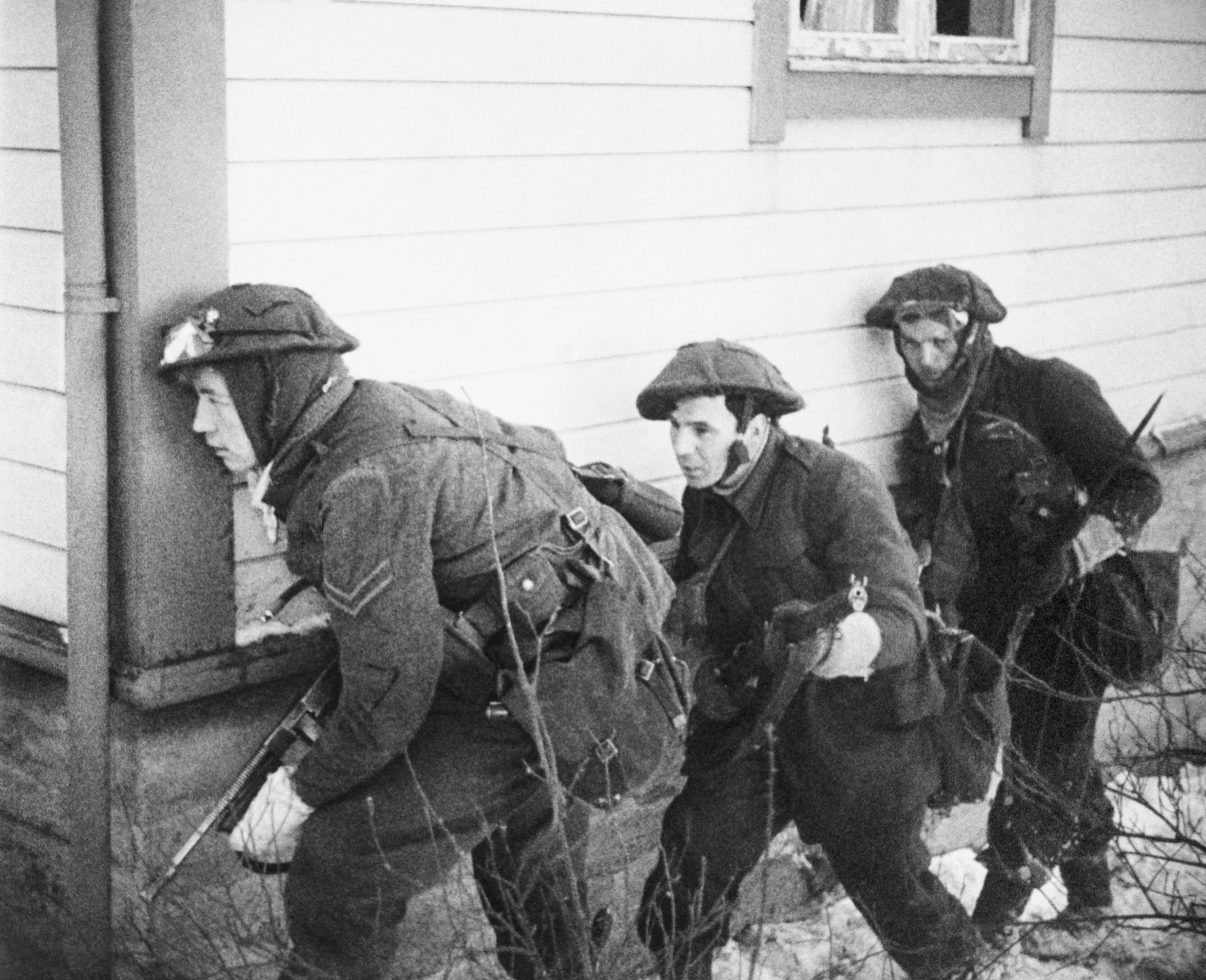
Membri ai unui comando britanic în timpul Operațiunii Archery - soldatul din stânga este înarmat cu un pistol mitraliera Thompson

Ordinul comandoului era conceput ca un răspuns la violările de către comandourile Aliaților a Convențiilor de la Geneva și cita aceste violări drept justificări ale ordinului. Se consideră că evenimentele din timpul Operațiunii Rutter și a raidului de pe insula Sark au fost cele care l-au înfuriat în asemenea măsură  pe Hitler ca să emită ordinul în discuție.

### Raidul de la Dieppe

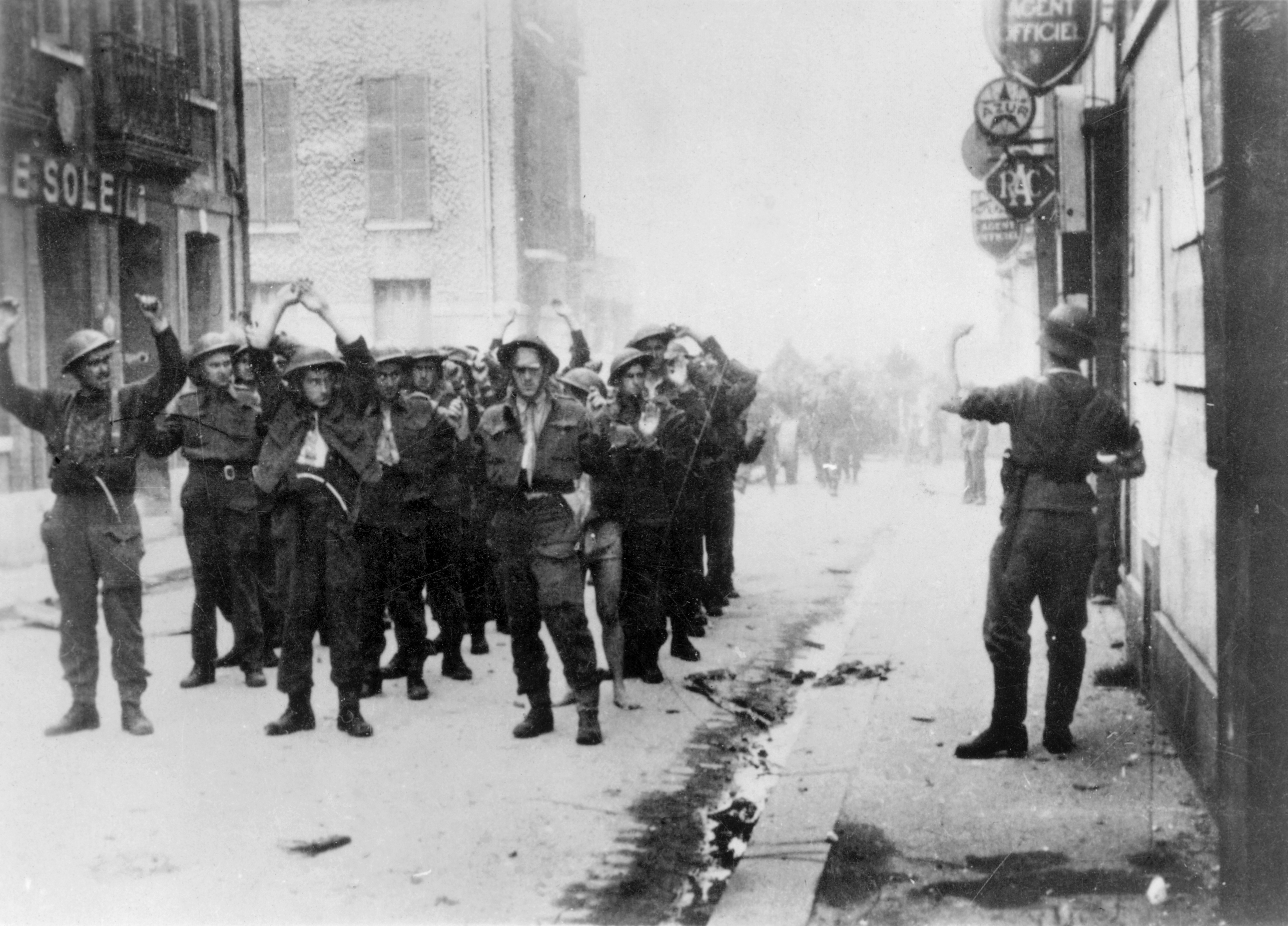
Prizonieri canadieni conduși prin Dieppe după încheierea raidului. Material de la: Library and Archives Canada / C-014171

Pe 19 august 1942, un ofițer superior canadian participant la raid a luat cu el un ordin operațional, în ciuda ordinelor explicite care interziceau așa ceva. Ordinul a fost  găsit pe plajă de germani și a fost trimis lui Hitler. Ordinul cerea forțelor canadiene participante la raid (nu și membrilor comandourilor) să îi lege pe prizonieri. După încheierea luptelor, se afirmă de către partea germană că s-ar fi găsit prizonieri germani împușcați, cu mâinile legate la spate.

### Raidul de pe insula Sark
În noaptea de 3-4 octombrie 1942, zece oameni ai „British Small Scale Raiding Force” au executat un raid de recunoaștere pe insula Sark (Operațiunea Basalt).
Militarii britanici au luat cinci prizonieri în timpul raidului. Membrii comandoului au dorit să nu lase un membru să păzească prizonierii și le-au legat mâinile acestora din urmă. În conformitate cu versiunea britanică, unul dintre prizonierii germani a început să strige ca să îi prevină de atac pe camarazii săi și a fost împușcat. Celorlalți patru prizonieri li s-a umplut gura cu iarbă, pentru a-i împiedica să vorbească. În timp de grupul de comando se îndrepta cu germanii capturați spre plajă, trei dintre prizonieri au încercat să fugă, nu este clar dacă toți odată sau pe rând, sau dacă au reușit sau nu să își dezlege mâinile. Toți trei au fost uciși, doi împușcați și unul înjunghiat. Doar ultimul prizonier a fost transportat în siguranță în Anglia.
Rapoartele oficiale germane au afirmat că soldații germani morți au fost descoperiți cu mâinile legate. Publicațiile germane au făcut numeroase referiri la instrucțiunile comandoului canadian de la Dieppe, care recomanda legarea mâinile captivilor la spate și utilizarea unui tip special de înnodare în jurul degetelor mari, foarte dureros, folosit pentru control mai ușor al prizonierului.

### Răspunsul german și escaladarea situației
La câteva zile după raidul de la Sark, germanii au emis un comunicat prin care afirmau că cel puțin un prizonier a scăpat, iar doi, care aveau mâinile legate la spate, au fost împușcați mortal. Acest comunicat a mai afirmat că practica legării mâinilor prizonierilor a fost folosită și la Dieppe. Ca urmare, pe 9 octombrie Berlinul a anunțat că 1.376 de prizonieri aliați (în cea mai mare parte canadieni de la Dippe) vor fi încătușați. Canadienii au răspuns prin încătușarea prizonierilor germani din Canada .
Această practică a „plății cu aceeași monedă” a continuat până în momentul în care negociatorii elvețieni au ajuns la o înțelegere cu canadieni pe 12 septembrie și ceva mai târziu cu germanii, după ce aceștia din urmă au primit asigurări ferme din partea britanicilor. Mai înainte ca ordinul canadian să fie revocat, a izbucnit o revoltă a prizonierilor germani din lagărul Bowmanville. Până la revocarea oficială a ordinului de către germani, în lagărele de prizonieri se renunțase în cele mai multe cazuri la politica încătușării celor internați, în unele cazuri mai fiind expuse în barăcile lagărelor cătușe, ca o amenințare.
Pe 7 octombrie, Hitler a inserat o notă în comunicatul zilnic al Wehrmachtului:
„Pe viitor, toate trupele de teroare și sabotaj ale britanicilor și complicilor lor, care nu acționează ca soldați ci mai degrabă ca bandiți, vor fi tratați ca atare de trupele germane și vor fi eliminați fără milă în luptă, oriunde ar apărea.”

## Urmări

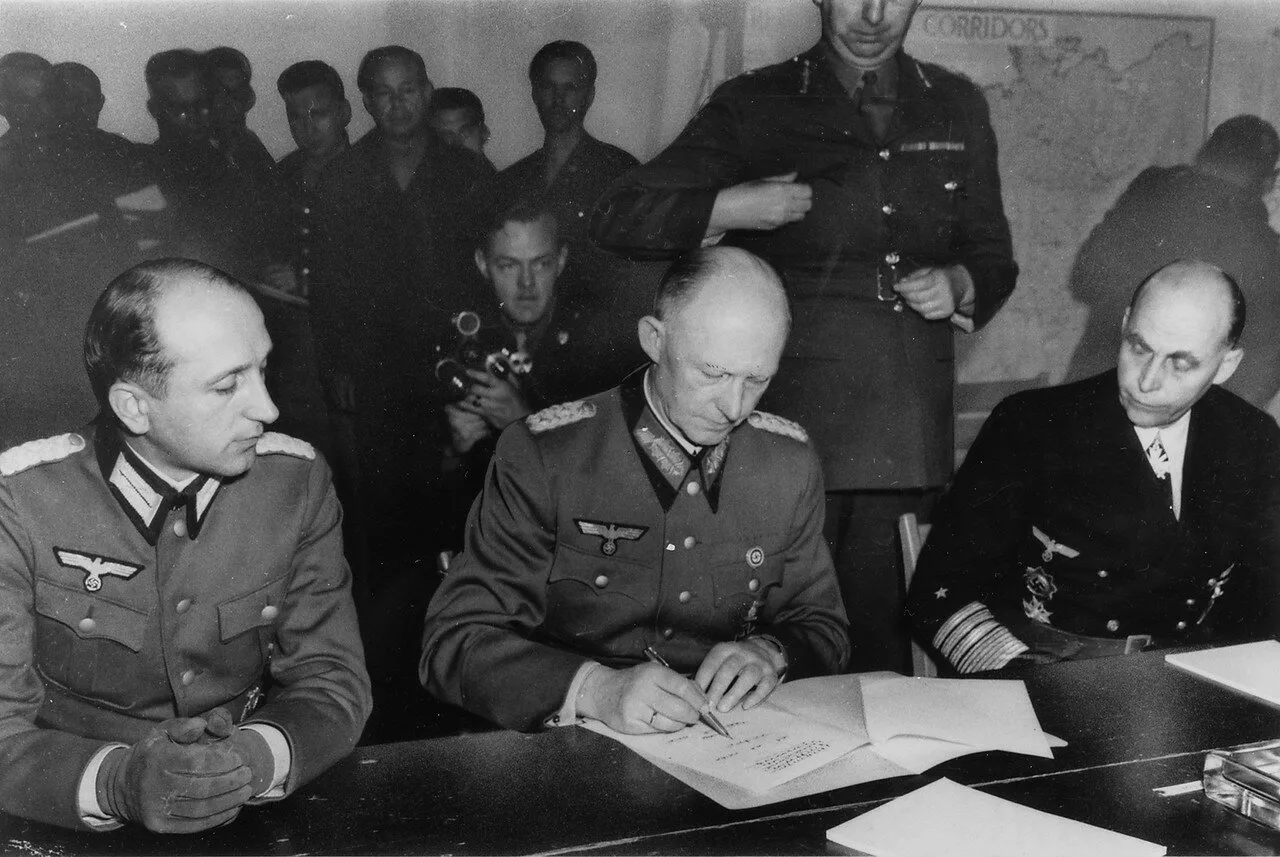
Alfred Jodl (în stânga) (între maiorul Wilhelm Oxenius și amiralul Hans-Georg von Friedeburg) în timpul ceremoniei de semnare a Actul capitulării Germaniei la Reims, 7 mai 1945

Pe 18 octombrie, după deliberări îndelungate cu specialiștii în drept militar și ofițerii de stat major, Hitler a emis în secret Kommandobefehl, cu doar 12 copii. A doua zi, șeful Marelui Stat Major Alfred Jodl a distribuit aceste copii la care a adăugat o anexă în care se sublinia că ordinul este destinat doar comandanților și că trebuia evitată căderea acestuia în mâinile inamicilor}}.

### Pierderile aliaților

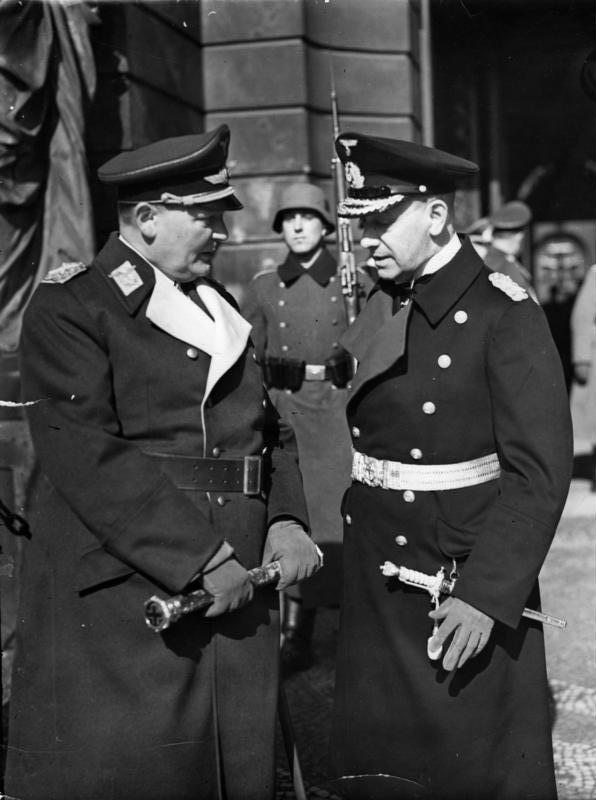
Erich Raeder și Göring

„Ordinul comandoului” a fost invocat pentru executarea a unui număr necunoscut de soldați aliați, în special a celor din rândurile OSS, SOE și a altor forțe speciale. Membrii unor comandouri aliate capturați erau predați forțelor polițienești și erau transportați în lagărele de concentrare în vederea execuție. London Gazette în articolul din 15 februarie 1946  cu privire la decorarea lui F. F. E. Yeo-Thomas a descris în detaliu procedurile naziste în detaliu
Primele victime ale acestui ordin au fost șapte ofițeri participanți la Operațiunea Musketoon executați prin împușcare pe 23 octombrie 1942 în lagărul de concentrare de la Sachsenhausen.
Supraviețuitorii britanici ai Operațiunii Freshman au fost executați în noiembrie 1942. În decembrie același an, membrii comandourilor marinei britanice capturați în timpul Operațiunii Frankton au fost de asemenea executați la Bordeaux. După acest eveniment, amiralul Erich Raeder a notat în  jurnalul de război al Seekriegsleitung (Comandamentul Marinei de Război) că executarea marinarilor britanici era ceva „nou în dreptul internațional, de vreme ce soldații purtau uniforme.” Istoricul american Charles Thomas a notat că remarca lui Raeder cu privire la execuții pare o reflectare a conștiinței încărcate a amiralului.
Pe 30 iulie 1943, echipajul norvegian format din șapte oameni a unei nave torpiloare a fost executat de germani în Bergen (Norvegia) pe baza aceluiași Ordin al comandoului.
După debarcarea din Normandia, 34 de soldați ai SAS și un pilot al  USAF au fost capturați în timpul Operațiunii Bulbasket și executați. Cei mai mulți au fost împușcați, dar trei dintre ei au fost uciși cu o injecție cu otravă în spitalul în care erau internați.
În luna martie 1944, cincisprezece militari SUA au debarcat pe coasta italiană în cadrul Operațiunii Ginny II.  Cu toții au fost capturați și executați.
Pe 24 ianuarie 1945, nouă militari americani ai OSS, patru britanici din SOE și corespondentul de război al Associated Press Joseph Morton au fost executați în lagărul de concentrare Mauthausen de către Hauptsturmführer SS Georg Bachmayer, care a executat ordinele lui Ernst Kaltenbrunner. Joseph Morton a fost singurul corespondent de război executat de Axă în timpul celei de-a doua conflagrații mondiale.
În 1945, Jack Taylor și membrii misiunii Dupont au fost capturați de agentul Gestapo Johann Sanitzer. Sanitzer a cerut instrucțiuni de la RSHA, dat fiind faptul că Taylor îi propusese un târg, dar oamenii lui Kaltenbrunner au subliniat că ordinul lui Hitler preveda ca „toți ofițerii capturați membri ai misiunilor străine trebuiau să fie executați”.   Taylor a fost învinuit pentru spionaj, deși el a susținut că era soldat în misiune și a fost trimis la  Mauthausen. Taylor a supraviețuit condițiilor din lagăr și a depus mărturie în procesele crimelor de război naziste.

### Crimele de război
Legile războiului în vigoare în 1942 și acceptate de puterile în conflict prevedeau cu privire la acest subiect „Nu poate fi socotit ca spion decât individul care, lucrând pe ascuns sub pretexte mincinoase, adună ori încearcă să adune informații în zona de operații a unui beligerant, cu intenția de a le comunica părții adverse. De aceea, militarii nedeghizați care au pătruns în zona de operații a armatei inamice în scopul de a culege informații nu sunt considerați ca spioni. Tot așa, nu sunt considerați spioni : militarii și nemilitarii care-și îndeplinesc pe față misiunea, fiind însărcinați să transmită telegrame destinate fie propriei lor armate, fie armatei inamice.” (Convenția de la Haga din 1907  „Regulamentul privitor la legile și obiceiurile războiului pe pământ”). 
Convenția de la Geneva din1929, ratificată de Germania, definea cine putea fi considerat prizonier de război în momentul capturării și modul în care trebuia tratat. În acele vremuri, atât Convenția de la Haga cât și cea de la Geneva acceptau ca legală executarea „spionilor și sabotorilor” deghizați în haine civile sau în uniforme ale inamicului. Aplicarea Ordinului comandoului soldaților care purtau uniformele armatelor proprii era o violare directă și deliberată a legilor de război și a obligațiilor asumate de Germania prin tratatele la care era semnatară. Executarea militarilor comandorilor aliate fără judecată a fost de asemenea o violare a articolului 30 al Convenției de la Haga din 1907, chiar dacă această prevedere se aplica doar militarilor capturați în spatele liniilor inamice echipați altfel decât în uniformele lor naționale. Soldații în uniformă corespunzătoare nu puteau fi pedepsiți pentru actele lor de război și trebuiau tratați ca prizonieri de război în cazul în care erau capturați, cu excepția celor deghizați în haine civile sau uniformele inamicilor.
Însuși faptul că apropiații lui Hitler au luat măsuri speciale pentru menținerea secretului Ordinului comandoului, inclusiv prin limitarea tipăririi acestuia la doar 12 copii, este o dovadă a faptului că ei erau conștienți că se aflau în ilegalitate. Hitler a fost la rândul lui conștient că ordinul urma să fie foarte nepopular printre militarii de profesie, în special partea care privea membrii comandourilor capturați în luptă, care purtau uniformele naționale. (Convențiile internaționale ale vremii condamnau doar membrii comandourilor deghizați în haine civile sau în uniforme ale inamicului, care trebuiau tratați ca rebeli sau spioni). Ordinul includea măsuri prin care militarii de carieră să fie forțați să se supună unor prevederi ilegale.
Unii comandanți (de exemplu Erwin Rommel) au refuzat să retransmită acest ordin subordonaților, considerând că este contrar onoarei militare.  Caracterul dezonorant  al unui asemenea ordin fusese acceptat de militari cu mult înaintea Convenției de la Haga din 1907. William Russel descrie în lucrarea sa The history of modern Europe momentul în care, pe 28 mai 1794, Ducele de York a cerut militarilor britanici participanți al Campania din Flandra să nu răspundă prin cruzime la ordinul inuman al parlamentului francez (care cerea uciderea prizonierilor britanici), cruzimea față de prizonieri nefăcâd decât să păteze reputația cucerită în luptă.

## Urmări

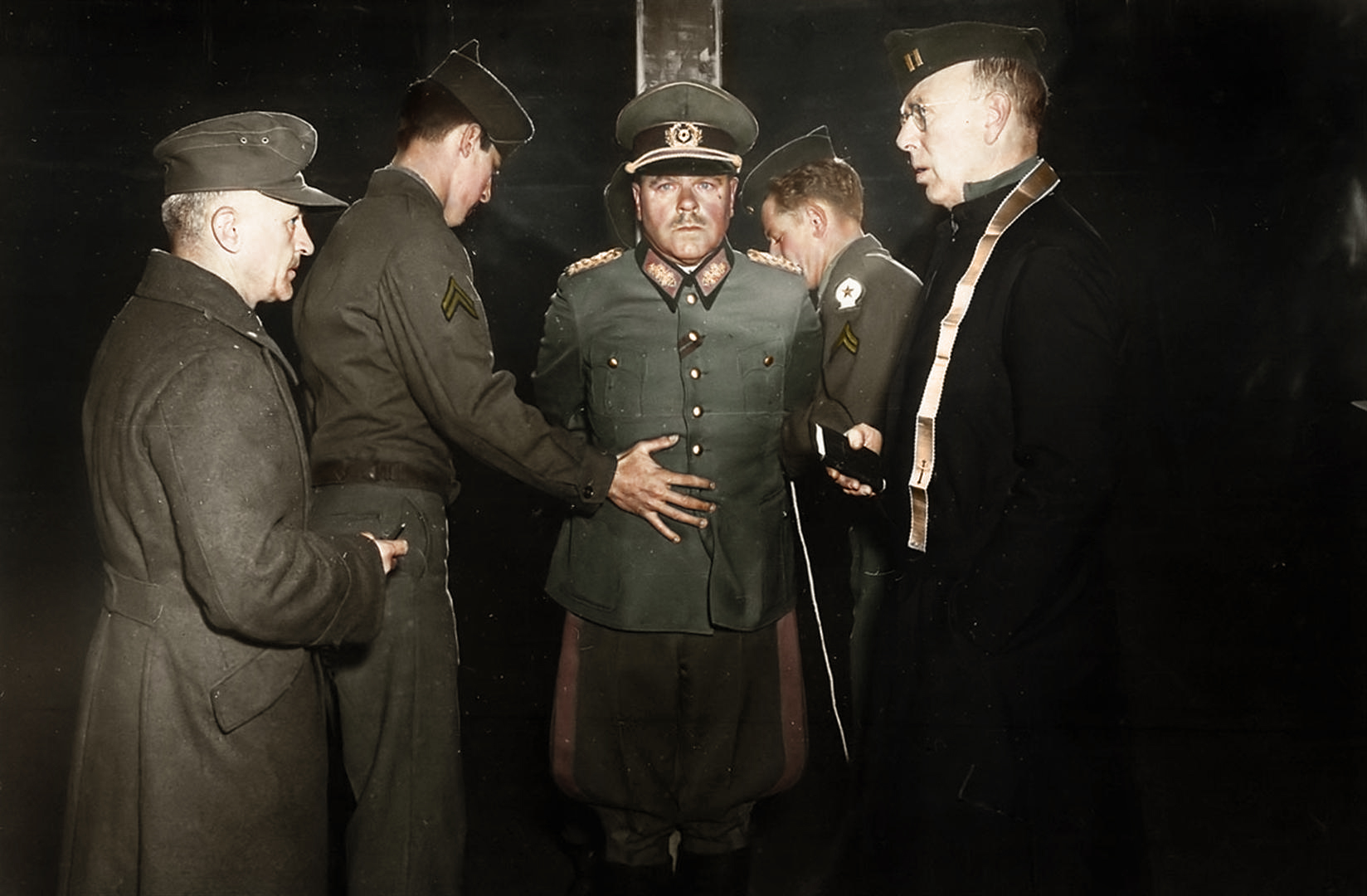
Generalul Anton Dostler legat la stâlpul de execuție

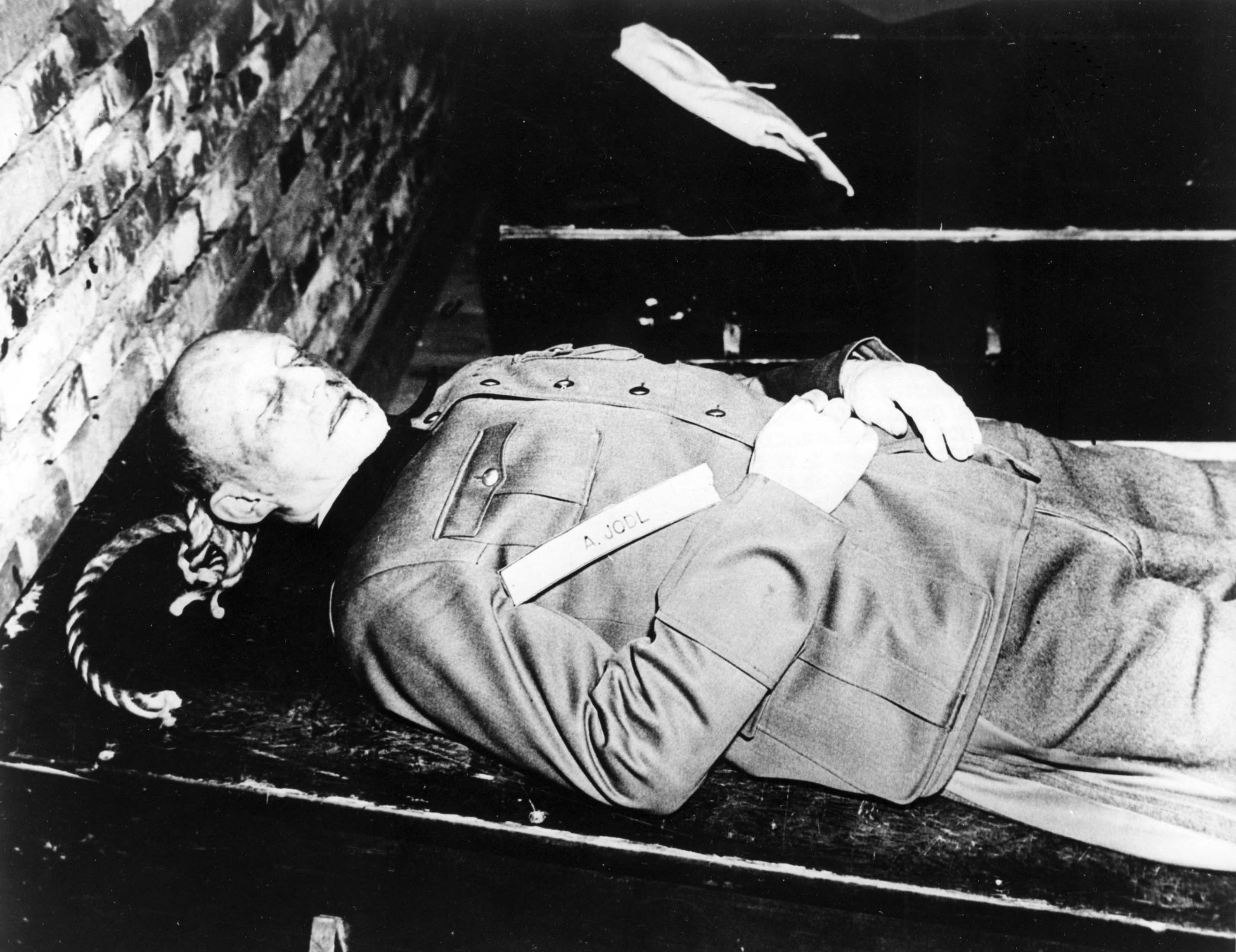
Trupul lui Alfred Jodl imediat după execuție, 16 octombrie 1946

După război, ofițerii germani care au acceptat să îi execute pe membrii comandourilor aliate au fost găsiți vinovați de crime de război, inclusiv la Procesele de la Nürnberg.
Generalul Anton Dostler, care a ordonat executarea a 15 soldați americani în timpul operațiunii Ginny II din Italia a fost executat în decembrie 1945. Respectarea ordinului dat de superiori invocată de general, nu a fost acceptată ca motiv întemeiat al apărării.
Ordinul comandoului a fost unul dintre capetele de acuzare împotriva generalului Alfred Jodl. El a fost găsit vinovat și a fost executat prin spânzurare. Un alt înalt ofițer german învinuit pentru punerea în aplicare a Ordinului comandoului a fost amiralul Erich Raeder. În timpul interogatoriilor, Raeder a recunoscut că a transmis ordinul to the Kriegsmarine și că a ordonat punerea lui în aplicare în cazul a doi pușcași marini britanici capturați după raidul de la Bordeaux din decembrie 1942. Raeder a afirmat în apărarea sa că a crezut că Ordinul comandoului este unul „justificat”, iar executarea celor doi militari britanici nu a fost o crimă de război în opinia sa. Un alt militar nazist judecat pentru crime de  război a fost generalul Nikolaus von Falkenhorst, comandantul trupelor germane din Norvegia în 1940 – 1944. În cadrul procesului ținut în Braunschweig, el a fost găsit responsabil, printre altele, pentru aplicarea Ordinului comandoului împotriva supraviețuitorilor atacului britanic eșuat împotriva uzinei de apă grea Vemork de la  Rjukan, (Norvegia) din 1942. Von Falkenhorst a fost condamnat la moarte în 1946. Sentința a fost comutată mai târziu la 20 de ani de închisoare. El a fost eliberat pe motive de sănătate în 1953 și a murit în 1960.

## Vedeți și
- Ordinul Comisarului
- Operațiunile germane de comando
  - Incidentul Gleiwitz, 1939
  - Operațiunea Greif, 1944

## Resurse internet
- Kommandobefehl (în germană), Germania: Documentarchiv, 1942.
- Nuremberg Military Tribunal: Translation of Document 498-PS. Prosecution Exhibit 124, Mazal.

- Execution of General Doster in 1945.